# PSV in het seizoen 2020/21 (vrouwen)
Het seizoen 2020/2021 was het negende jaar in het bestaan van de Eindhovense vrouwenvoetbalclub PSV. De club kwam uit in de Eredivisie en eindigde op de tweede plaats. In het toernooi om de KNVB beker reikte de ploeg tot de finale. Hierin werd ADO Den Haag verslagen met 1–0. De Eredivisie Cup werd afgesloten op de zesde plaats. Door het behalen van de eerste plaats in het vorige voetbalseizoen heeft het team tevens meegedaan aan de Champions League, hierin werd over twee wedstrijden, met 2–8 verloren van FC Barcelona.

## Wedstrijdstatistieken

### Eredivisie
|       | ADO Den Haag | Ajax  | Alkmaar | Excelsior | sc Heerenveen | PEC Zwolle | FC Twente |
| ----- | ------------ | ----- | ------- | --------- | ------------- | ---------- | --------- |
| Thuis | 1 – 0        | 2 – 1 | 5 – 1   | 3 – 0     | 2 – 0         | 5 – 2      | 2 – 1     |
| Uit   | 1 – 1        | 2 – 0 | 1 – 2   | 0 – 6     | 1 – 2         | 0 – 1      | 3 – 2     |

#### Kampioensgroep
|       | ADO Den Haag | Ajax  | FC Twente |
| ----- | ------------ | ----- | --------- |
| Thuis | 6 – 2        | 3 – 1 | 2 – 1     |
| Uit   | 0 – 2        | 3 – 2 | 2 – 1     |

### KNVB beker
| Kwartfinale                                                           | PSV                                       | 3 – 0 (0 – 0) | PEC Zwolle       |
| 5 februari 2021 Aanvangstijd: 19.30 uur Plaats: Eindhoven De Herdgang | Joëlle Smits 55', 84' Naomi Pattiwael 88' |               |                  |
| Halve finale                                                          | PSV                                       | 1 – 0 (1 – 0) | AFC Ajax         |
| 18 april 2021 Aanvangstijd: 12.15 uur Plaats: Eindhoven De Herdgang   | Romée Leuchter 10'                        |               |                  |
| Finale                                                                | ADO Den Haag                              | 0 – 1 (0 – 1) | PSV              |
| 5 juni 2021 Aanvangstijd: 20.00 uur Plaats: Almere Yanmar Stadion     |                                           |               | 37' Joëlle Smits |

### Eredivisie Cup
| Eerste ronde                  | Excelsior                                                                                    | 0 – 5 (0 – 0)                                        | PSV                                                                              |
| Plaats: Rotterdam Woudestein  |                                                                                              |                                                      | 10' Kayleigh van Dooren 56', 59' Naomi Pattiwael 66' Kyah Simon 89' Esmee Brugts |
| Tweede ronde                  | PSV                                                                                          | 2 – 2 (1 – 2, 2 – 2) Ajax wint na strafschoppen      | Ajax                                                                             |
| Plaats: Eindhoven De Herdgang | Jeslynn Kuijpers 27' Joëlle Smits 88'                                                        |                                                      | 26' Marjolijn van den Bighelaar 37' Stefanie van der Gragt                       |
| Derde ronde                   | PSV                                                                                          | 6 – 1 (2 – 1)                                        | PEC Zwolle                                                                       |
| Plaats: Eindhoven De Herdgang | Joëlle Smits 36' Amy Harrison 43' Jeslynn Kuijpers 47', 75' Laura Strik 68' Esmee Brugts 72' |                                                      | 10' Dominique Bruinenberg                                                        |
| Vierde ronde                  | FC Twente                                                                                    | 1 – 1 (1 – 1, 1 – 1) FC Twente wint na strafschoppen | PSV                                                                              |
| Plaats: Enschede Het Diekman  | Renate Jansen 31'                                                                            |                                                      | 14' Julie Biesmans                                                               |
| Vijfde ronde                  | PSV                                                                                          | 5 – 1 (2 – 1)                                        | PEC Zwolle                                                                       |
| Plaats: Eindhoven De Herdgang | Kayleigh van Dooren 4', 89' Maxime Snellenberg 20' Dieke van Straten 80' Naomi Pattiwael 83' |                                                      | 45' Marushka van Olst                                                            |

### Champions League
| Laatste 32                                                                     | PSV                                                                 | 1 – 4 (0 – 0)    | FC Barcelona                                                                             | Opstelling PSV: |
| 9 december 2020 Aanvangstijd: 16.30 uur Plaats: Eindhoven De Herdgang          | Nurija van Schoonhoven 36' Joëlle Smits 89'                         | Wedstrijdverslag | 4' Jennifer Hermoso 45+1' (e.d.) Mandy van den Berg 66' Asisat Oshoala 75' Lieke Martens | Van Veenendaal, Van den Berg, Kuijpers ( 69' Brugts), Nouwen, Jean ( 90' Coolen), Biesmans, Harrison ( 90' Foederer), Van Schoonhoven ( 79' Van Dooren), Levels, Smits, Leuchter ( 46' Bross)    |
| Laatste 32                                                                     | FC Barcelona                                                        | 4 – 1 (1 – 0)    | PSV                                                                                      | Opstelling PSV: |
| 16 december 2020 Aanvangstijd: 18.00 uur Plaats: Barcelona Estadi Johan Cruyff | Caroline Graham Hansen 4', 61' Mapi León 21' Lieke Martens 41', 75' | Wedstrijdverslag | 38' Mandy van den Berg 90' Joëlle Smits                                                  | Van Veenendaal, Van den Berg, Kuijpers ( 87' Brugts), Nouwen, Jean ( 66' Coolen), Biesmans ( 87' Snellenberg), Harrison ( 66' Foederer), Van Schoonhoven, Levels, Bross ( 54' Van Dooren), Smits |

## Statistieken PSV 2020/2021

### Eindstand PSV in de Nederlandse Eredivisie Vrouwen 2020 / 2021
| Stand | Gespeeld | Gewonnen | Gelijk | Verloren | Punten | Doelpunten voor | Doelpunten tegen | Gele kaarten | Rode kaarten |
| ----- | -------- | -------- | ------ | -------- | ------ | --------------- | ---------------- | ------------ | ------------ |
| 2e    | 14       | 10       | 1      | 3        | 31     | 33              | 14               | 6            | 0            |

### Eindstand PSV in de kampioensgroep 1–4 2020 / 2021
| Stand | Gespeeld | Gewonnen | Gelijk | Verloren | Punten | Doelpunten voor | Doelpunten tegen | Gele kaarten | Rode kaarten |
| ----- | -------- | -------- | ------ | -------- | ------ | --------------- | ---------------- | ------------ | ------------ |
| 2e    | 6        | 4        | 0      | 2        | 28     | 16              | 9                | 6            | 0            |

### Topscorers
| #      | Naam                   | Goal |
| ------ | ---------------------- | ---- |
|        | Joëlle Smits           | 23   |
| 2.     | Kayleigh van Dooren    | 5    |
| 2.     | Naomi Pattiwael        | 5    |
| 4.     | Romée Leuchter         | 4    |
| 5.     | Esmee Brugts           | 3    |
| 6.     | Aniek Nouwen           | 2    |
| 6.     | Kyah Simon             | 2    |
| 8.     | Julie Biesmans         | 1    |
| 8.     | Nurija van Schoonhoven | 1    |
| 8.     | Maxime Snellenberg     | 1    |
| 8.     | Anika Rodriguez        | 1    |
| Totaal | Totaal                 | 49   |

| #      | Naam            | Goal |
| ------ | --------------- | ---- |
| 1.     | Joëlle Smits    | 3    |
| 2.     | Romée Leuchter  | 1    |
| 2.     | Naomi Pattiwael | 1    |
| Totaal | Totaal          | 5    |

| #      | Naam               | Goal |
| ------ | ------------------ | ---- |
| 1.     | Naomi Pattiwael    | 3    |
| 1.     | Jeslynn Kuijpers   | 3    |
| 3.     | Esmee Brugts       | 2    |
| 3.     | Joëlle Smits       | 2    |
| 5.     | Julie Biesmans     | 1    |
| 5.     | Amy Harrison       | 1    |
| 5.     | Kyah Simon         | 1    |
| 5.     | Maxime Snellenberg | 1    |
| 5.     | Dieke van Straten  | 1    |
| 5.     | Laura Strik        | 1    |
| Totaal | Totaal             | 16   |

| #      | Naam         | Goal |
| ------ | ------------ | ---- |
| 1.     | Joëlle Smits | 2    |
| Totaal | Totaal       | 2    |

### Kaarten
| #      | Naam                   | Kreeg geel |
| ------ | ---------------------- | ---------- |
| 1.     | Amy Harrison           | 3          |
| 1.     | Anika Rodriguez        | 3          |
| 3.     | Esmee Brugts           | 2          |
| 3.     | Janou Levels           | 2          |
| 5.     | Mandy van den Berg     | 1          |
| 5.     | Nurija van Schoonhoven | 1          |
| Totaal | Totaal                 | 12         |

| #      | Naam           | Kreeg voor de tweede keer geel en dus rood |
| ------ | -------------- | ------------------------------------------ |
| –      | Geen speelster | 0                                          |
| Totaal | Totaal         | 0                                          |

| #      | Naam           | Weggestuurd |
| ------ | -------------- | ----------- |
| –      | Geen speelster | 0           |
| Totaal | Totaal         | 0           |

## Voetnoten
ADO Den Haag · 
Ajax · 
VV Alkmaar · 
Excelsior · 
sc Heerenveen · 
PEC Zwolle · 
PSV · 
FC Twente